# Se a Nação Clamar
"Se a Nação Clamar", também conhecida como "Manancial de Águas Vivas", é uma canção gravada pelo grupo cristão brasileiro Ministério Apascentar de Nova Iguaçu para o álbum Restituição, lançado em novembro de 2003. Foi composta pelos vocalistas da banda, Luiz Arcanjo e Davi Sacer, com interpretação original de Sacer. A produção musical e arranjos foi do tecladista Leandro Silva.
Apesar de não ter sido um dos principais sucessos do grupo, a música recebeu várias regravações, incluindo uma versão single de 2016 gravada por vários artistas e com produção de Ronald Fonseca.

## Composição
Luiz Arcanjo afirmou, em uma ocasião, que a composição de "Se a Nação Clamar" ocorreu baseada em uma campanha de oração pela cidade do Rio de Janeiro feita por Renê Terra Nova chamada "Clama, Brasil. Paz para o Rio". Com o desejo de contribuir para a campanha, Arcanjo e Sacer escreveram a música com influência do texto bíblico de Isaías 62.
No lançamento original, a canção se chamava "Manancial de Águas Vivas". No entanto, em todas as gravações posteriores, ela passou a ser chamada de "Se a Nação Clamar", nome pelo qual é mais conhecida.

## Gravação
A gravação original de "Se a Nação Clamar" teve vocais gravados por Davi Sacer e produção musical do tecladista Leandro Silva. Em 2005, a música foi regravada para o DVD Toque no Altar e Restituição como um dueto entre Sacer e Arcanjo.

## Versão de 2016
"Se a Nação Clamar" é um single dos cantores Davi Sacer e Luiz Arcanjo, lançado em maio de 2016. Com produção e arranjos de Ronald Fonseca, é a primeira gravação dos três músicos juntos desde que Davi Sacer saiu da banda Trazendo a Arca em 2010. A faixa contou com a participação de vários cantores evangélicos, nomeadamente Ana Nóbrega, Fernandinho, Nívea Soares, Daniela Araújo, Isadora Pompeo, Marcus Salles e Pedro Henrique, então vocalista do Sing Out, banda que Fonseca estava formando. A canção também foi o primeiro lançamento de Isadora Pompeo antes de seu álbum de estreia, de 2017.
Além de Sacer, Arcanjo e Fonseca, a música também teve a participação de Isaac Ramos, guitarrista do Trazendo a Arca. Ronald, que foi o responsável pelo projeto, desenvolveu a regravação de "Se a Nação Clamar" para compor o projeto Levanta e Resplandece Brasil.
A regravação, que inicialmente foi divulgada apenas pelo produtor Ronald Fonseca, teve um desempenho tímido no cenário evangélico, e só chamou mais atenção depois que Ana Nóbrega, uma das participantes, publicou o videoclipe. A gravação foi disponibilizada retroativamente nas plataformas de streaming por Luiz Arcanjo em 2021.

## Ficha técnica

### Versão original
A seguir estão listados os músicos e técnicos envolvidos na produção de "Manancial de Águas Vivas":
Banda
- Davi Sacer – vocal, composição
- Luiz Arcanjo – vocal de apoio, composição
- David Cerqueira – vocal de apoio
- Leandro Silva – teclado, produção musical, arranjos, engenharia de áudio e mixagem
- André Mattos – bateria
- André Rodrigues – baixo
- Marcell Compan – guitarra
- Verônica Sacer – vocal de apoio
- Vânia Franco – vocal de apoio
- Silvânia Costa – vocal de apoio
- Márcia Silva – vocal de apoio
- Paulinho Daniel – violão
- Eric Medeiros – guitarra
- Marco Aurélio – guitarra

Equipe técnica
- Toney Fontes – masterização

### Versão 2016
A seguir estão listados os músicos e técnicos envolvidos na produção de "Se a Nação Clamar":
Vocais
- Davi Sacer – vocal, composição
- Luiz Arcanjo – vocal, composição
- Ana Nóbrega – vocal
- Fernandinho – vocal
- Nívea Soares – vocal
- Daniela Araújo – vocal
- Isadora Pompeo – vocal
- Marcus Salles – vocal
- Pedro Henrique – vocal

Instrumentos
- Ronald Fonseca – produção musical, arranjos, teclado, piano, baixo, programação
- André Cavalcante – guitarra
- Isaac Ramos – guitarra
- Igor Fonseca – bateria

Equipe técnica
- André Cavalcante – mixagem
- Matthew Gray - masterização